# エドゥアルト・フォン・エンゲルト
エドゥアルト・フォン・エンゲルト（Eduard Ritter von Engerth,1818年5月13日 - 1897年7月28日）はオーストリアの画家である。歴史画、風俗画を描いた。

## 略歴
当時、プロイセン王国の領土であったシレジアのプレス（現在のポーランドのプシュチナ）で画家の息子に生まれた。兄に有名な鉄道技術者になるヴィルヘルム・エンゲルト(Wilhelm Freiherr von Engerth:1814-1884)がいる。父親から、美術の教育を受けた後、ウィーン美術アカデミーでレオポルト・クーペルヴィーザー(Leopold Kupelwieser)に学んだ。1845年に歴史画でアカデミーの賞を受賞し、奨学金を得て、1847年からイタリア、フランス、イギリス、中東を旅した。
1854年にプラハの美術アカデミーの校長に任じられると主に肖像画、人物画を描くようになった。装飾画も描き、ウィーンの教会(Altlerchenfelder Pfarrkirche)の装飾画などをヨーゼフ・フォン・フューリッヒと描いた。ウィーンでは国王フランツ・ヨーゼフ1世と皇后エリーザベトの肖像を描いた。
1865年にウィーン美術アカデミーの教授となり、1868年に新たに建造された王立宮廷歌劇場の装飾画を描いた。1871年にベルヴェデーレ宮殿のギャラリーの館長となり、1882年から3巻の収蔵目録を出版した。

## 作品

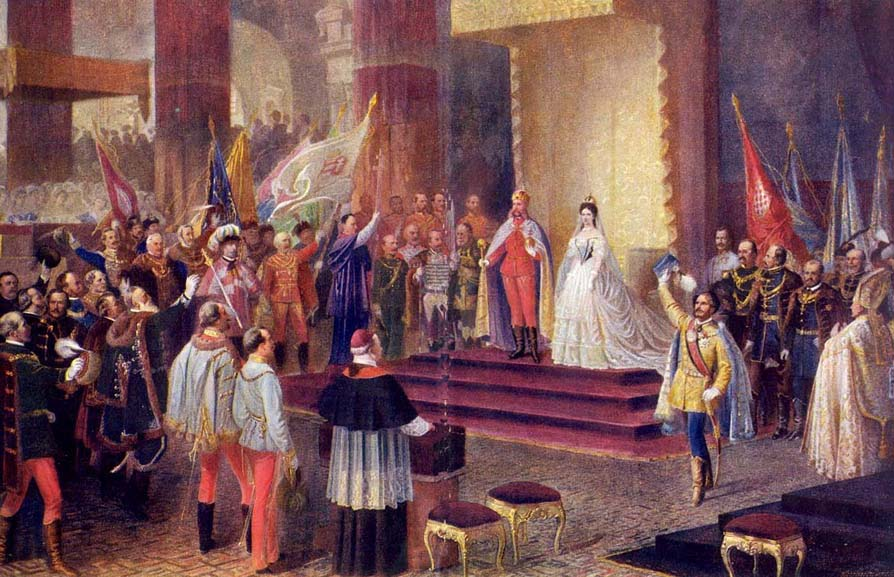
「フランツ・ヨーゼフのハンガリー国王としての戴冠式」
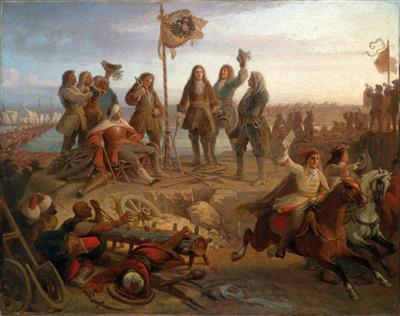
「ゼンタの戦いの勝利を知らせるプリンツ・オイゲン」
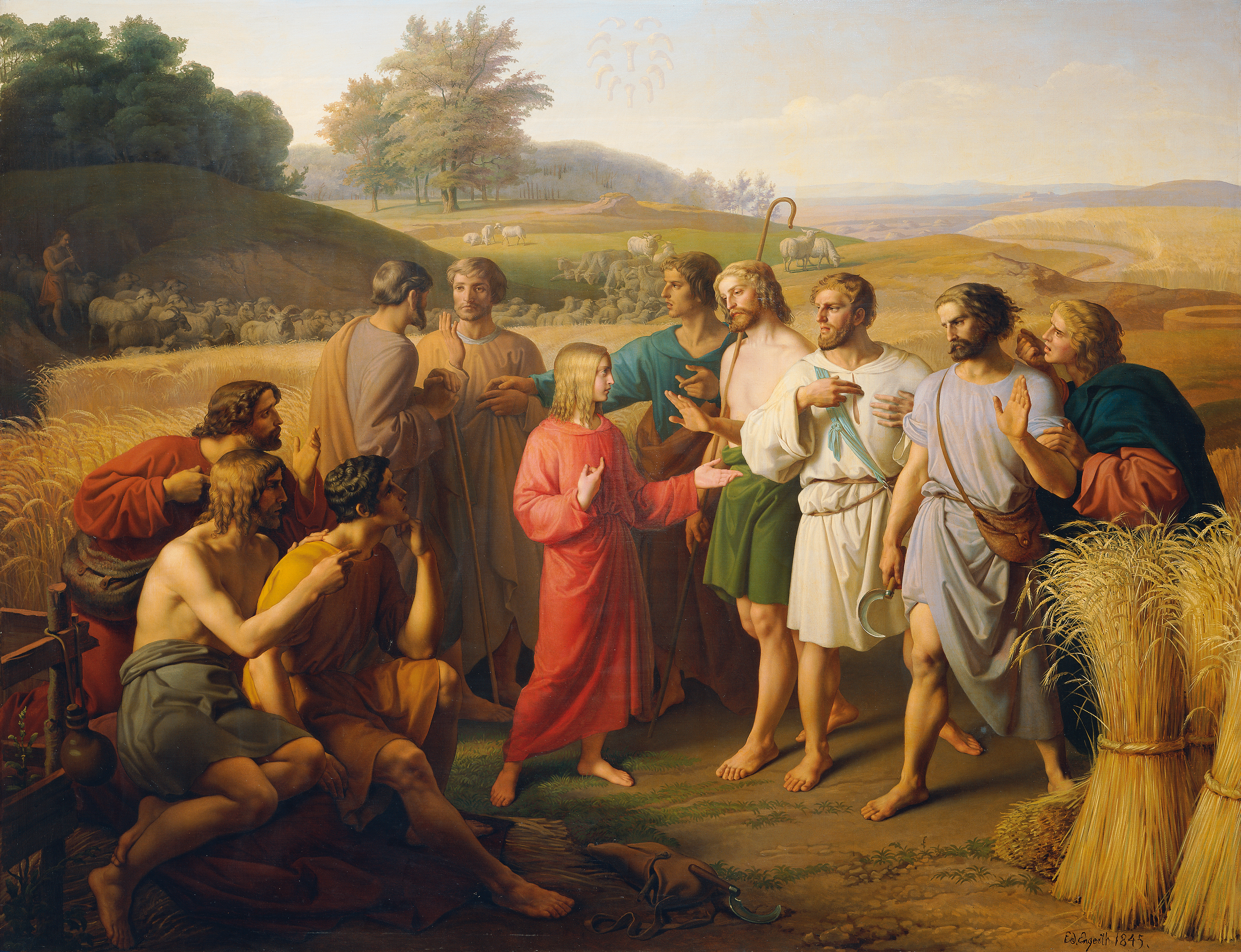
「夢を話すヨセフ」